# 東北電力フロンティア
東北電力フロンティア株式会社（とうほくでんりょくフロンティア、英: Tohoku EPCO Frontier Co., Inc.）は、宮城県仙台市青葉区に本社を置く小売電気事業者である。東北電力の100%子会社。

## 概要
2021年4月、東北電力の100%子会社として設立された。東北6県と新潟県で電気と各種サービスを組み合わせた商品を提供し、企業グループにおけるスマート社会実現事業の中核的な役割を担う。同年8月には、Netflixと業務提携し、動画サービスと電気のセットプランを発表した。

## 沿革
- 2021年（令和3年）4月1日 - 設立

## 提供エリア
- 青森県、岩手県、宮城県、秋田県、山形県（飛島は除く）、福島県、新潟県（佐渡島・粟島は除く）

## 歴代社長
| 代 | 氏名     | 就任   | 出身校           | 備考                    |
| -- | -------- | ------ | ---------------- | ----------------------- |
| 1  | 岡信愼一 | 2021年 | 東北大学経済学部 | 元東北電力 取締役副社長 |
| 2  | 武山徳彦 | 2024年 | ―                | 現東北電力 執行役員待遇 |